# رهاب الثعابين
رُهاب الثعابين أو خُواف الأفاعي هو نوع معين من الرهاب المُحدد يُسبب خوف غير طبيعي من الأفاعي والثعابين. يشتق المصطلح الإنجليزي من الكلمة اليونانية (ophis" (ὄφις" التي تشير إلى الأفعى، و(phobia" (φοβία" التي تعني الخوف.
يجب التمييز ما بين الاشخاص الذين يكرهون الافاعي أو يخافون من سمومها و المصابين بهذا الرهاب فالمصابين بهذا الرهاب لا يخافون فقط من روية الأفاعي في الحياة الواقعية فقط بل حتى من التفكير بها أو مشاهدة صورها أو فيديوهاتها.
حوالي ثلث البالغين من البشر لديهم رهاب الأفاعي مما يجعله الرهاب الأكثر انتشاراً، وأو ربما الثاني الأكثر انتشاراً. تشير دراسة أجريت عام 2001 في معهد كارولينسكا في السويد إلى أن الثدييات قد يكون لها رد فعل فطري سلبي تجاه الثعابين (والعناكب) والتي كانت حيوية لبقائهم لأنها سمحت بتحديد مثل هذه التهديدات الخطيرة على الفور.

## في الخيال
في الأدب والصحافة غير الطبية، استخدمت شخصية إنديانا جونز مثالًا على شخص يعاني من رهاب الأفاعي، أو مجرد الخوف من الثعابين.